# Outsider Tour
Outsider Tour – trzecia solowa trasa koncertowa perkusisty zespołu Queen, Rogera Taylora, w jej trakcie odbyło się czternaście koncertów.
1. 2 października 2021 – Newcastle, Anglia – O2 Academy
2. 3 października 2021 – Manchester, Anglia – Manchester Academy
3. 5 października 2021 – York, Anglia – Barbican
4. 6 października 2021 – Cardiff, Walia – St. David’s Hall
5. 8 października 2021 – Liverpool, Anglia – O2 Academy
6. 9 października 2021 – Norwich, Anglia – University East Anglia
7. 11 października 2021 – Bath, Anglia – Bath Forum
8. 12 października 2021 – Bournemouth, Anglia – O2 Academy
9. 14 października 2021 – Plymouth, Anglia – Plymouth Pavilions
10. 15 października 2021 – Nottingham, Anglia – Nottingham Rock City
11. 17 października 2021 – Bexhill, Anglia – De La Warr Pavilion
12. 19 października 2021 – Guildford, Anglia – G Live
13. 20 października 2021 – Coventry, Anglia – HMV Empire
14. 22 października 2021 – Londyn, Anglia – Shepherd’s Bush Empire